# Suchin Yen-arrom
Suchin Yen-arrom (thailändisch สุชิน เย็นอารมณ์, * 21. Februar 1991 in Chonburi), auch als Chin bekannt, ist ein thailändischer Fußballspieler.

## Karriere
Suchin Yen-arrom stand von 2013 bis 2014 bei Pattaya United in Pattaya unter Vertrag. Der Verein spielte in der ersten Liga, der Thai Premier League. Ende 2013 musste er mit Pattaya den Weg in die zweite Liga antreten. Anfang 2015 wechselte er zum Drittligisten Udon Thani FC nach Udon Thani. Hier unterschrieb er einen Einjahresvertrag. 2016 spielte er beim Drittligisten Nongbua Pitchaya FC in Nong Bua Lamphu. Mit dem Klub wurde er Meister der Regional League Division 2 – North. Nach dem Aufstieg verließ er Nongbua und schloss sich dem Erstligisten Sukhothai FC an. Für den Verein aus Sukhothai stand er 2017 einmal im Tor. Nach einem Jahr verließ er Sukhothai und wechselte zu seinem ehemaligen Klub Nongbua Pitchaya FC. Die Saison 2020/21 wurde er mit Nongbua Meister der zweiten Liga und stieg in die erste Liga auf. Nach dem Aufstieg verließ er Nongbua und ging nach Lampang. Hier schloss sich der Torhüter dem Zweitligisten Lampang FC an. Am Ende der Saison 2021/22 wurde er mit Lampang Tabellenvierter und qualifizierte sich für die Aufstiegsspiele zur ersten Liga. Hier konnte man sich gegen den Trat FC durchsetzen und stieg in die erste Liga auf. Nach einer Saison Erstklassigkeit musste er mit Lampang am Ende der Saison als Tabellenletzter wieder den Weg in die zweite Liga antreten. Nach insgesamt 31 Ligaspielen für Lamang wechselte er im Januar 2024 zum Drittligisten Samut Sakhon City FC. Mit dem Verein spielte er zweimal in der Bangkok Metropolitan Region der Liga. Der Erstligist Nongbua Pitchaya FC nahm ihn Anfang August 2024 unter Vertrag. Am Ende der Saison 2024/25 belegte er mit Nongbua den 14. Tabellenplatz und musste somit in die zweite Liga absteigen.

## Erfolge
Nongbua Pitchaya FC
- Regional League Division 2 – North: 2016
- Thai League 2 : 2020/21  ▲